# Giovanni Battista Rezzonico
Giovanni Battista Rezzonico, né le 1er juin 1729 à Venise, dans l'actuelle région Vénétie, alors capitale de la République de Venise, et mort le 21 juillet 1783 à Rome, est un cardinal italien du XVIIIe siècle.
Il est le frère du cardinal Carlo Rezzonico (1758) et le neveu du pape Clément XIII (1758-1769).

## Biographie
Giovanni Battista Rezzonico exerce diverses fonctions au sein de la Curie romaine, notamment comme préfet du Palais du Vatican. Il est aussi prieur de l'ordre de Saint-Jean de Jérusalem à Rome en  janvier 1763. 
Le pape Clément XIV le crée cardinal lors du consistoire du 10 septembre 1770. Il participe au conclave de 1774-1775, lors duquel Pie VI est élu pape. 
À partir de 1775, le cardinal Rezzonico est secrétaire des Memorandums.

### Sources
- Fiche du cardinal Giovanni Battista Rezzonico sur le site fiu.edu